# Le Pensionnat de Chavagnes
 (avril 2024).
Si vous disposez d'ouvrages ou d'articles de référence ou si vous connaissez des sites web de qualité traitant du thème abordé ici, merci de compléter l'article en donnant les références utiles à sa vérifiabilité et en les liant à la section « Notes et références ».
Pour les articles homonymes, voir Le Pensionnat (homonymie).
Le Pensionnat de Chavagnes est une émission de téléréalité française produite par Extrabox (une société d'Endemol) et diffusée sur M6 du 2 septembre au 7 octobre 2004. Cette émission a également été diffusée en Belgique sur Plug RTL. Elle est l'adaptation française de l'émission britannique That'll Teach 'Em sortie en 2003 et diffusée sur Channel 4, où des collégiens découvraient le système scolaire des années 1950.
Le tournage a eu lieu du 6 juillet au 30 juillet 2004 au collège international de Chavagnes-en-Paillers en Vendée. 

## Concept
24 adolescents des années 2000 « remontent le temps » jusque dans les années 1950. Pendant quatre semaines, ils vivent entre les murs d'un pensionnat très strict pour tenter de décrocher le certificat d'études primaires de leurs grands-parents. Pour y parvenir, ils doivent travailler dur, avoir un comportement exemplaire et accepter la discipline ferme des années 1950. Pendant leur séjour, les pensionnaires découvrent le mode de vie de l'époque : les lits au carré, la cuillerée d'huile de foie de morue tous les matins ou encore les uniformes scolaires.

### Le pensionnat
- Réfectoire : le réfectoire peut servir pour deux évènements : les cérémonies officielles et les repas. Pour les repas, il y a trois grandes tables, une table pour les filles, une autre pour les garçons et une dernière pour le personnel éducatif. La pièce sert aussi pour la cérémonie des résultats qui a lieu une fois par semaine. Durant cette cérémonie on apprend qui sont les deux élèves « bonnet d'âne » qui sont les deux plus mauvais élèves et les deux élèves du tableau d'honneur qui sont les deux meilleurs. Plusieurs autres résultats peuvent être donnés durant cette cérémonie.

- Cours de récréation : entre chaque cours les élèves ont une pause.

- Salles de classe : ce sont les endroits où les professeurs donnent les cours typiques de l'époque aux pensionnaires.

- Cuisines de la production : c'est dans cet endroit que sont conçus les plats des pensionnaires et de la production. La production avait le droit à des sodas, des chocolats, etc. Les pensionnaires ont été attentifs à ce détail puisque certaines nuits, certains candidats descendaient et erraient dans les couloirs. Durant leurs excursions ces derniers se rendaient dans les cuisines de la production pour boire des sodas et manger des friandises (ce qui était totalement interdit d'après les règles du jeu).

- Salle de sport : aucun cours de sport n'a été diffusé à la télévision mais les pensionnaires ont bien été dans la salle de sport.

- Dortoir : dans le pensionnat se trouvent deux dortoirs, un réservé pour les filles et un autre pour les garçons. Ils sont tous les deux identiques. Chaque dortoir est divisé en 3 chambres qui accueillent chacune quatre pensionnaires.

- Terrain vert : lors d'une soirée étoilée, M. Navaron décide d'emmener l'ensemble des élèves sur un grand terrain vert se trouvant à proximité du pensionnat. Durant cette soirée le surveillant général fera une leçon de philosophie très émouvante à l'ensemble des élèves. Il laissera ensuite quelques minutes aux élèves pour observer les étoiles.

- Infirmerie : l'infirmerie est composée d'un bureau et de deux lits. Charlotte, une des candidates, y passera une nuit. En effet cette dernière voulait quitter l'aventure, mais la production lui fera passer une nuit dans l'infirmerie. Le lendemain la pensionnaire décide de poursuivre le jeu.

- Bureau du principal : le bureau de M. le Principal sert seulement lorsqu'un élève n'a pas respecté une règle capitale du pensionnat.

- Bureau du surveillant général : le bureau de M. Navaron accueille à de nombreuses reprises les élèves ayant enfreint le règlement du pensionnat.

- Le foyer : le foyer est la pièce qui sert de lieu de détente aux pensionnaires. Dans ce dernier se trouvent plusieurs bancs ainsi qu'un piano.

Les cours n'avaient pas lieu le jeudi et dimanche.

## Candidats
(juin 2024).
| Candidat     | Âge    | Origine                                      | Apparition à la télévision            | Statut |
| ------------ | ------ | -------------------------------------------- | ------------------------------------- | --- |
| Clémence     | 14 ans | France                                       | 2 septembre 2004 – 7 octobre 2004     | Meilleur élève féminin et de la promotion                                                                                        |
| Aurélien     | 15 ans | France                                       | 2 septembre 2004 – 7 octobre 2004     | Meilleur élève masculin |
| Vanessa      | 15 ans | France                                       | 2 septembre 2004 – 7 octobre 2004     | Second meilleur élève féminin |
| Magid        | 15 ans | France (Pélissanne) (Bouches-du-Rhône)       | 2 septembre 2004 – 7 octobre 2004     | Second meilleur élève masculin                                                                                                   |
| Anne-Sophie  | 13 ans | France                                       | 2 septembre 2004 – 7 octobre 2004     | Troisième meilleur élève féminin                                                                                                 |
| Jérémy       | 14 ans | France                                       | 2 septembre 2004 – 7 octobre 2004     | Troisième meilleur élève masculin                                                                                                |
| Amandine     | 15 ans | France (Saint-Porquier) (Tarn-et-Garonne)    | 2 septembre 2004 – 7 octobre 2004     | Quatrième meilleur élève féminin                                                                                                 |
| Fabien       | 14 ans | France (Bâgé-la-Ville) (Ain)                 | 2 septembre 2004 – 7 octobre 2004     | Quatrième meilleur élève masculin                                                                                                |
| Olivia       | 16 ans | France (Asnières-sur-Seine) (Hauts-de-Seine) | 2 septembre 2004 – 7 octobre 2004     | Cinquième meilleur élève féminin                                                                                                 |
| Damien       | 15 ans | France                                       | 2 septembre 2004 – 7 octobre 2004     | Cinquième meilleur élève masculin                                                                                                |
| Fadila       | 14 ans | France                                       | 2 septembre 2004 – 7 octobre 2004     | Sixième meilleur élève féminin                                                                                                   |
| Mathieu      | 14 ans | France                                       | 2 septembre 2004 – 7 octobre 2004     | Sixième meilleur élève masculin                                                                                                  |
| Mathilde     | 15 ans | France                                       | 2 septembre 2004 – 7 octobre 2004     | Septième meilleur élève féminin                                                                                                  |
| David        | 16 ans | France                                       | 2 septembre 2004 – 7 octobre 2004     | Septième meilleur élève masculin.                                                                                                |
| Charlotte    | 15 ans | France (Limoges) (Haute-Vienne)              | 2 septembre 2004 – 7 octobre 2004     | Huitième meilleur élève féminin avec Sarah, Élise et Cissé-Midina (recalées).                                                    |
| Sarah        | 15 ans | France                                       | 2 septembre 2004 – 7 octobre 2004     | Huitième meilleur élève féminin avec Élise, Cissé-Midina et Charlotte (recalées).                                                |
| Élise        | 15 ans | France                                       | 2 septembre 2004 – 7 octobre 2004     | Huitième meilleur élève féminin avec Sarah, Cissé-Midina et Charlotte (recalées).                                                |
| Cissé-Midina | 15 ans | France (Trappes) (Yvelines)                  | 2 septembre 2004 – 7 octobre 2004     | Huitième meilleur élève féminin avec Sarah, Élise et Charlotte (recalées). Elle a eu cependant le prix de la meilleure camarade. |
| Séfir        | 15 ans | France (Chelles) (Seine-et-Marne)            | 2 septembre 2004 – 7 octobre 2004     | Huitième meilleur élève masculin avec Romain, Benoît et Arthur (recalé, non autorisé à se présenter aux épreuves orales).        |
| Romain       | 15 ans | France (Nice) (Alpes-Maritimes)              | 2 septembre 2004 – 7 octobre 2004     | Huitième meilleur élève masculin avec Séfir, Benoît et Arthur (recalé, non autorisé à se présenter aux épreuves orales).         |
| Arthur       | 14 ans | France                                       | 2 septembre 2004 – 7 octobre 2004     | Huitième meilleur élève masculin avec Romain, Benoît et Séfir (autorisé à se présenter aux épreuves orales, recalé ensuite).     |
| Benoît       | 16 ans | France                                       | 2 septembre 2004 – 7 octobre 2004     | Huitième meilleur élève masculin avec Romain, Séfir et Arthur (recalé, non autorisé à se présenter aux épreuves orales).         |
| Alisée       | 16 ans | France                                       | 2 septembre 2004 – 7 octobre 2004     | Neuvième meilleur élève féminin (non autorisé à se présenter à l'examen final).                                                  |
| Kevin        | 15 ans | France (Jouy-le-Châtel) (Seine-et-Marne)     | 2, 9 septembre 2004 et 7 octobre 2004 | Exclu de l'aventure en raison de son comportement.                                                                               |

## Encadrement
(juin 2024).
| Nom du professeur | Nom complet       | Origine | Période d'apparition à la télévision | Statut                                                                         |
| ----------------- | ----------------- | ------- | ------------------------------------ | ------------------------------------------------------------------------------ |
| M. Dignat         | Yves Dignat       | France  | 2 septembre 2004 – 7 octobre 2004    | Directeur du Pensionnat de Chavagnes et professeur de morale                   |
| M. Navaron        | Bernard Navaron   | France  | 2 septembre 2004 – 7 octobre 2004    | Surveillant général du Pensionnat                                              |
| Mlle Bertrand     | Armelle Bertrand  | France  | 2 septembre 2004 – 7 octobre 2004    | Surveillante des demoiselles du Pensionnat et professeur d'éducation familiale |
| Mme Baurens       | Françoise Baurens | France  | 2 septembre 2004 – 7 octobre 2004    | Professeur de français du Pensionnat et d'instruction civique                  |
| M. Brun           | Pierre Brun       | France  | 2 septembre 2004 – 7 octobre 2004    | Professeur de mathématiques et de sciences du Pensionnat                       |
| Mlle Losada       | Anne Losada       | France  | 2 septembre 2004 – 7 octobre 2004    | Professeur de théâtre et de chant du Pensionnat                                |
| M. Zirmi          | Erwin Zirmi       | France  | 2 septembre 2004 – 7 octobre 2004    | Professeur d'histoire-géographie du Pensionnat                                 |

## Audimat
| Épisode        | Jour et horaire de diffusion          | Téléspectateurs | Parts de marché sur les 4 ans et plus | Classement des audiences de la soirée |
| -------------- | ------------------------------------- | --------------- | ------------------------------------- | ------------------------------------- |
| 1              | Jeudi 2 septembre 2004 20:50 - 22:30  | 6 200 000       | 28,9%                                 | 1er                                   |
| 2              | Jeudi 9 septembre 2004 20:50 - 22:30  | 5 200 000       | 23.0 %                                | 2e                                    |
| 3              | Jeudi 16 septembre 2004 20:50 - 22:30 | 4 700 000       | 21.0 %                                | 2e                                    |
| 4              | Jeudi 23 septembre 2004 20:50 - 22:30 | 5 000 000       | 22.0 %                                | 2e                                    |
| 5              | Jeudi 30 septembre 2004 20:50 - 22:30 | 5 000 000       | 21,0 %                                | 2e                                    |
| 6 (Hors-série) | Jeudi 7 octobre 2004 21:00 - 22:25    | 3 200 000       | 14,4 %                                | 4e                                    |

Légende :
En fond vert = Les plus hauts chiffres d'audiences
En fond rouge = Les plus bas chiffres d'audiences

## Ils disent tout!
M6 a également organisé une émission en direct, cette dernière réunissant tous les candidats. Cette soirée fut présentée par Benjamin Castaldi et Mac Lesggy. Plusieurs magnétos inédits furent diffusés. On a pu assister à des règlements de compte entre certaines filles. Certains garçons avouèrent qu'ils avaient eu des coups de cœur. Enfin, Kevin a pu revenir sur son exclusion, ce dernier reconnaissant être déçu de n'avoir pas pu continuer l'aventure.

## Suite
À la suite du succès de l'émission, M6 décide de programmer pour l'année suivante une seconde saison, Le Pensionnat de Sarlat. Celle-ci se déroulera dans les années 1960 au lieu des années 1950. En 2013, une autre série de téléréalité exploite le même thème, Retour au pensionnat à la campagne.